# 高橋円三郎
高橋 円三郎（圓三郎、たかはし えんざぶろう、1894年（明治27年）9月26日 - 1956年（昭和31年）6月4日）は、昭和期の実業家､政治家。衆議院議員。

## 略歴
島根県神門郡今市町（簸川郡今市町を経て現:出雲市）に父･徳助の長男として生まれる。1920年（大正9年）早稲田大学大学部政治経済学科を卒業後、山下汽船に入社。その後、報知新聞記者、東京朝日新聞記者を務めた。
政界を志し法制局事務嘱託に就任。1937年（昭和12年）第20回衆議院議員総選挙に立憲政友会から立候補し当選。農林大臣秘書官、日本大豆統制常任監査役を務めた。1940年（昭和15年）帝国油糧統制筆頭理事、太陽商社取締役となる。1946年（昭和21年）山陰日日新聞社長に就任。1947年（昭和22年）公職追放となった。
1952年（昭和27年）緒方竹虎内閣官房長官秘書官となり、1953年（昭和28年）第26回総選挙に自由党から立候補し、再度当選（トップ当選）。自由党副幹事長を務めた。1955年（昭和30年）第27回衆議院議員総選挙に自由党から立候補して次点で落選した
1956年、文京区の自宅で死去した。

## 国政選挙歴
- 第20回衆議院議員総選挙（島根県第1区、1937年4月、立憲政友会）当選 [5]
- 第21回衆議院議員総選挙（島根県第1区、1942年4月、翼賛政治体制協議会推薦）次点落選[10]
- 第25回衆議院議員総選挙（島根県全県区、1952年10月、自由党）落選[7]
- 第26回衆議院議員総選挙（島根県全県区、1953年4月、吉田自由党）当選[7]
- 第27回衆議院議員総選挙（島根県全県区、1955年2月、自由党）次点落選[7]